# La signora senza camelie
La signora senza camelie (conocida en español como La señora sin camelias en España y La dama sin camelias en Hispanoamérica) es una película dramática franco-italiana de 1953 dirigida por Michelangelo Antonioni y protagonizada por Lucía Bosé, Gino Cervi y Andrea Checchi. Basada en una historia de Antonioni, la película trata sobre una estrella recién descubierta y sus experiencias en el negocio del cine.

## Argumento
Una vendedora, convertida en estrella de cine, se deja deslumbrar por un mundo lleno de promesas y emociones. Sin embargo, cansada de participar en películas de pésima calidad, reclama un papel en el que pueda consagrarse como actriz.

## Reparto
- Lucía Bosé como Clara Manni.
- Gino Cervi como Ercole.
- Andrea Checchi como Gianni Franchi.
- Ivan Desny como Nardo Rusconi.
- Monica Clay como Simonetta.
- Alain Cuny como Lodi.
- Gisella Sofio como amiga de Simonetta.
- Anna Carena como la madre de Clara.
- Enrico Glori como director.

## Producción
Antonioni había basado su guion de La signora senza camelie en historias de actrices descubiertas como Gina Lollobrigida, quien se negó a protagonizar la película, al igual que Sophia Loren. Finalmente, para el papel principal fue elegida Lucía Bosé, quien había comenzado su carrera como reina de belleza. La película se rodó en Roma, Venecia y Milán.

## Recepción
Para Jonathan Rosenbaum, La signora senza camelie, si bien no es una obra maestra, «impresiona por la incorporación de un tema demasiado familiar al estilo personal y singular de su director», lo que la convierte posiblemente en «el largometraje de ficción más injustamente olvidado de Antonioni». En su reseña de 1981 para The New York Times, Vincent Canby tituló La signora senza camelie una «telenovela fría, casi gélida» y un prefacio a su obra posterior.

## Medios domésticos
La película se lanzó en Blu-ray y DVD el 21 de marzo de 2011 en el Reino Unido.